# Einidalstindur
Einidalstindur är en bergstopp i republiken Island. Den ligger i regionen Austurland, 400 km öster om huvudstaden Reykjavík. 
Närmaste större samhälle är Djúpivogur, omkring 15 kilometer öster om Einidalstindur.